# Фонд Сорос-Казахстан
«Фонд Со́рос-Казахста́н» (англ. Soros Foundation-Kazakhstan, SFK), Фонд Со́роса в Казахста́не — казахстанская неправительственная благотворительная организация, учрежденная Институтом Джорджа Сороса «Открытое общество» в 1995 году. Занимается продвижением и поддержкой инициированных им программ и проектов в области демократии и развития гражданского общества, либеральных реформ, защиты и укрепления свободы слова, соблюдения прав человека, обеспечения бюджетной прозрачности и подотчетности, повышения толерантности и гражданской активности, развитием и реформированием систем образования и медицины.

## Деятельность
С момента основания в 1995 году, Фонд Сорос-Казахстан претерпел значительные изменения в своей деятельности. Целью первых программ фонда было помочь только что обретшему Казахстану независимость преодолеть трудности политических и экономических реформ. Гранты фонда были направлены на поддержку казахстанских ученых и деятелей искусства, через стипендиальные программы фонда отобранные фондом молодые люди прошли обучение за рубежом. Многие из стипендиатов, прошедших обучение за счет Сороса, в настоящее время занимают ответственные посты на государственной службе и в сфере бизнеса.

### Искусство
В 1990-е годы фонд поддержал первый отечественный телесериал «Перекресток» с целью помочь зрителям осмыслить происходившие в стране реформы. С 1998—2010 годы фонд оказывал финансовую поддержку Центру современного искусства в Алматы и его руководителю Валерии Ибраевой. В 1996, 2000 и 2002 годах выданные гранты в области современной литературы были направлены на поддержку начинающих писателей Дидар Амантай, Таласбек Асемкулов, Айгуль Кемельбаева, Илья Одегов, Николай Веревочкин и Ербол Жумагулов. В 2001 году ФСК профинансировал производство четырёх компакт-дисков традиционной музыки: казахского музыкального фольклора, казахской инструментальной музыки, казахского музыкального эпоса и казахской традиционной музыки. В 1998 году за счет фонда снят документальный антидискриминационный фильм «С камерой по Казахстану», осветивший тему эпидемии ВИЧ/СПИДа в Темиртау.

### Образование
Фонд Сорос-Казахстан принимает активное участие в реформировании государственной системы образования республики посредством своих программ (проектов) через финансируемые им НПО. Целями значится изменение подходов к образованию и введение демократических принципов образования. Программа «Step by Step» для начальной школы призвана воспитывать детей так, чтобы они становились активными гражданами, уважающими ценности демократического общества. НПО «Step by Step Kazakhstan» управляет большой сетью, охватывающей 650 дошкольных классов и 38 начальных классов по всей стране. «Step by Step Kazakhstan» внесла вклад в разработку новых государственных стандартов дошкольного образования.
Проект Фонда Сорос-Казахстан по реформированию национального стандарта образования оказал влияние на правительство Казахстана при переходе на 12-летнюю систему образования. В 2001 году фондом в партнерстве с Министерством образования и науки РК проект был запущен и оказал заметное воздействие на процесс реформирования системы образования. Рекомендации казахстанских экспертов из НПО, финансируемых фондом Сороса, были включены в стратегию правительства в области образования. В рамках проекта эксперты из НПО изучили международный опыт по реформированию национального стандарта образования и внесли свои рекомендации относительно реформ, необходимых в Казахстане. В 2003 году эксперты представили правительству план предлагаемых реформ, а их выводы о необходимости введения в систему образования включены в государственную программу образования, принятую в 2004 году.
В рамках стипендиальной программы реализуемой с 1995 по 2013 год, фондом Сороса профинансировано обучение около 2000 студентов из Казахстана в американских и европейских университетах.
Фонд Сороса оказывает влияние на процесс трансформации 70 % школ Казахстана в инклюзивные школы до 2020 года, который предлагает осуществлять обучение детей с ограниченными возможностями вместе с обычными детьми. Существующие с советских времен отдельные инклюзивные школы для обучения детей с ограниченными возможностями предлагается закрыть.

### Права человека
В рамках программы «Права человека» фондом осуществляется поддержка и усиление деятельности по защите прав человека в Казахстане, поддержка деятельности по мониторингу и документированию нарушений прав человека, разработка и продвижение рекомендаций по улучшению ситуации с правами человека в Казахстане. Фонд ежегодно курирует и финансирует подготовку нового поколения правозащитников и активистов Казахстана (обучение, тренинги), направленную на повышение их потенциала. Основными получателями финансовых грантов фонда являются НПО, общественные фонды и физические лица: «Казахстанское международное бюро по правам человека и соблюдению законности» и Евгений Жовтис, Сергей Дуванов, ОФ «Международная правовая инициатива», ОФ «Хартия за права человека», ОФ «Центр исследования правовой политики» и другие.

### СМИ
По «Медийной программе» фонд финансирует развитие мультимедийной журналистики для продвижения в казахстанских СМИ социально значимых тем в освещении вопросов прозрачности, подотчетности и социальной справедливости, осуществляет поддержку развитию и защите свободы слова. В рамках программы фондом профинансировано создание новых веб-сайтов и цифровых приложений нескольких газет в крупных городах Казахстана, ежегодно проводятся различные тренинги и конференции. В 2015 году в конференции «Развитие интернет сферы в Центральной Азии» принимал участие Бокаев Макс, осужденный позднее за организацию митингов по земельным вопросам. В 2017 году фондом Сорос было профинансировано создание веб-ресурса factcheck.kz, аналогичному украинскому сайту Стопфейк (stopfake.org).
Профинансированные фондом сайты региональных казахстанских газет нередко выпускают пропагандистские материалы с определённым подтекстом.
Получателями финансовых грантов фонда по медийной программе являются НПО, общественные фонды и физические лица: Международный фонд защиты свободы слова «Адил соз», «ОФ Международный Центр журналистики MediaNet» Выделенные гранты за 2017 год], «Казахстанский пресс клуб», ОФ «Правовой медиа-центр», ОФ «Северо-Казахстанский правовой медиа-центр», ОФ Центр поддержки журналистов «Мінбер», «Интерньюс Казахстан» (сайты: Новый репортёр (newreporter.org), Открытая Азия онлайн (theopenasia.net), Интерньюс (internews.kz), Право и СМИ Центральной Азии (medialaw.asia), (e-event.kz), Рателкз, ОФ «Институт Медиа Стандартов». В организованных фондом тренингах и конференциях принимают участие главные редакторы известных медиа-ресурсов: М.Дорофеев (информбюро), В.Абрамов (власть), М.Асипов (рател).

## Общественные пространства
С 2014 года фонд Сорос-Казахстан способствует появлению и развитию общественных пространств в городе Алма-Ата для реализации свободы выражения и коллективного решения локальных проблем, координирует и финансирует специально созданные группы активистов: «Urban Forum Almaty», «ArchCode», «Urban Talks», ОФ «Common Sense», «Центр Урбанистики» при «Центре развития Алматы». По предложению фонда Сороса и его курируемых организаций центральные улицы, преобразованные в общественные пространства, покрываются преимущественно плиткой (брусчаткой), а прежний асфальт полностью убирается. В 2017 году плиткой были замощены улицы: Панфилова, Гоголя, Кабанбай батыра, Жибек-Жолы, Тулебаева и площадь «Астана», в 2018 году будут замощены улицы и проспекты: Абая, Абылай хана, Желтоксан, Назарбаева, Достык, Толе би, площадь «Республики» и другие центральные улицы.
После преобразования алматинские улицы стали использоваться в качестве площадок проведения незаконных акций протеста, митингов, как и предлагалось фондом Сороса — для реализации свободы выражения и коллективного решения локальных проблем. На преобразованной улице Панфилова прошло несколько акций протеста (митингов) по призыву бывшего банкира, заочно осужденного Мухтара Аблязова, руководящего из-за рубежа организацией ДВК, которая в Казахстане признана экстремистской.

## Критика
По мнению Никиты Данюка, заместителя директора Института стратегических исследований и прогнозов РУДН — "Непосредственным организатором протестных акций («земельных» митингов) стал Международный фонд защиты свободы слова «Адил соз», среди доноров которого числится фонд Сороса.
Казахстанскими СМИ не раз освещалась деятельность фонда Сороса в Казахстане. В частности, Павлодарская газета «Наша жизнь» в 2010 году писала:

В 2010 году Фонд «Сорос-Казахстан» заявил о своей новой роли посредника между государством, бизнесом и гражданским обществом в формировании общественной политики. И это несмотря на Закон РК «О деятельности международных и иностранных некоммерческих организаций в РК», который гласит: «В Республике Казахстан запрещается деятельность международных и иностранных некоммерческих организаций, цели или действия которых направлены на вмешательство во внутренние дела государства. За 2012—2013 годы фонд выдал 340 грантов, 94 из них — по программе „Прозрачность государственных финансов“, 105 — по программе „Правовая реформа“. Львиная доля грантов направлена на реформирование государственного управления и законодательства».

## Возможное закрытие
В 2004 году Департаментом по борьбе с экономической и коррупционной преступностью в отношении фонда было возбуждено уголовное дело за неуплату налогов. Основанием послужило то, что фонд не входил в список благотворительных организаций, освобождаемых от налогов в Казахстане. 26 февраля 2005 года по результатам расследования уголовное дело было прекращено.